# Ascibúrgium
Ascibúrgium o Ascibúrgia ('fort de brases') (en grec antic Ἀσκιβούργιον) va ser un establiment romà a la Germània Inferior prop del Rin. La llegenda diu que el va fundar l'heroi Odiseu, però el que se sap és que va fundar Drus el Vell cap a l'any 11 aC o 12 aC.
A la Taula de Peutinger se situa entre Novesium i Castra Vetera. Inicialment era un lloc petit (menys de dues hectàrees) i va ser reconstruït fins a quatre vegades i va acabar una mica més gran (2,3 hectàrees). Finalment, quan el riu va canviar el seu curs, potser l'any 85, es va abandonar el lloc, però va subsistir l'establiment civil. Valentinià I hi va construir un castell que encara existia a la meitat del segle v.